# Marans (Charente-Maritime)
Marans település Franciaországban, Charente-Maritime megyében. Lakosainak száma 4487 fő (2022. január 1.). Marans Andilly, Charron, Longèves, Nuaillé-d’Aunis, Saint-Jean-de-Liversay, Chaillé-les-Marais, Le Gué-de-Velluire, L’Île-d’Elle, Sainte-Radégonde-des-Noyers, La Taillée és Vouillé-les-Marais községekkel határos.

## Népesség
A település népességének változása:
| Lakosok száma | 3833 | 4289 | 4170 | 4654 | 4630 | 4553 | 4497 | 4505 | 4512 | 4487 |
|               | 1968 | 1982 | 1990 | 2006 | 2013 | 2015 | 2017 | 2019 | 2020 | 2022 |